# Водяна (станція)
Водяна — проміжна станція 4 класу Полтавського напрямку. Розташована між платформами Садки та Панасівка. Станція розташована у селі Водяне Краснокутського району. На станції зупиняться усі приміські потяги Полтавського напрямку та деякі пасажирські потяги. Станція відноситься до Сумської дирекції Південної залізниці.
Відстань до станції Харків-Пасажирський — 67,2 км..